# Ardalan Shekarabi
Ardalan Shekarabi (Manchester, Reino Unido, 28 de novembro de 1978) é um político e jurista sueco, do Partido Social-Democrata. 

## Carreira
Foi líder da  Juventude Social-Democrata em 2003-2005.
É Deputado do Parlamento da Suécia (Riksdagsledamot) em 2013-2014 e 2022-2026. 
Foi Ministro dos Assuntos Civis (Civilminister) em 2014-2019 e Ministro dos Seguros Sociais (Socialförsäkringsminister) em 2019-2022. 